# Ficus elliotiana
Ficus elliotiana är en mullbärsväxtart som beskrevs av Spencer Le Marchant Moore. Ficus elliotiana ingår i släktet fikonsläktet, och familjen mullbärsväxter. Inga underarter finns listade i Catalogue of Life.